# Гаррі Кейн
Га́ррі Е́двард Ке́йн (англ. Harry Kane, нар. 28 липня 1993, Волтемстоу, Лондон) — англійський футболіст, нападник клубу «Баварія» та збірної Англії.
Кейн дебютував за «Тоттенгем Готспур» 25 серпня 2011 року в матчі Ліги Європи проти «Гарт оф Мідлотіан». Перед тим, як стати основним гравцем «шпор», провів час в оренді у клубах «Лейтон Орієнт», «Міллволл», «Норвіч Сіті» та «Лестер Сіті».
Від сезону 2014—2015 є гравцем основного складу «Тоттенгема». Наприкінці сезону Кейн з 31 голами, 21 з яких у чемпіонаті, став найкращим бомбардиром команди та був названий молодим гравцем року за версією ПФА. Гаррі також став найкращим бомбардиром не лише клубу, але й усієї Прем'єр-ліги, у сезонах 2015—2016 і 2016—2017, чим допоміг команді двічі кваліфікуватись до Ліги чемпіонів УЄФА. За цей час шість разів був визнаний гравцем місяця Прем'єр-ліги, та тричі поспіль був включений до команди року за версією ПФА. Забив за «Тоттенгем Готспур» понад 200 голів.
На рівні збірних представляв Англію на юнацьких та молодіжному рівнях, 27 березня 2015 року дебютував за національну збірну Англії. А вже 2017 року був обраний її капітаном.

## Клубна кар'єра
Вихованець футбольної школи клубу «Тоттенгем Готспур».
У дорослому футболі дебютував 2011 року виступами на умовах оренди за команду клубу «Лейтон Орієнт», за яку провів 18 матчів чемпіонату, відзначившись 5 разів.
Протягом 2012—2013 років також на умовах оренди захищав кольори команд клубів «Міллволл», «Норвіч Сіті» та «Лестер Сіті».
До складу клубу «Тоттенгем Готспур» повернувся 2013 року. І в сезоні 2014/15 став справжньою сенсацією для європейського футболу. Виступаючи за свій клуб, він став другим бомбардиром Англійської прем'єр-ліги.
Наступний сезон почав невдало. Але по його ходу зібрався і почав забивати. Виступаючи за Тоттенгем в сезоні 2015/16, Гаррі став найкращим бомбардиром Англійської прем'єр-ліги, забивши 25 голів. Кейн на один гол випередив Серхіо Агуеро й Джеймі Варді.
Наступного сезону знову став переможцем у змаганні бомбардирів англійського чемпіонату, відзначившись цього разу 29 голами, при тому, що частину ігор Кейн пропустив і взяв участь лише у 30 матчах турніру.
У сезоні 2017/18 ще покращив свої бомбардирські здобутки, забивши 30 голів у Прем'єр-лізі, проте навіть цього виявилося замало, аби втретє стати найкращим голеадором чемпіонату, поступившись єгипетському форварду «Ліверпуля» Мохаммеду Салаху лише на 2 голи (32).
В сезоні 2020/21 Гаррі Кейн втретє у своїй кар'єрі виграв звання найкращим бомбардиром АПЛ та, також, вперше в своїй кар'єрі став першим ассистентом цього турніру (23+14 за системою Гол+Пас)!
11 серпня 2023 року Тоттенгем Готспур остаточно погодив перехід Кейна до мюнхенської Баварії. Контракт був підписаний терміном на 4 роки і обійшовся мюнхенцям у 110 мільйонів євро.

## Виступи за збірні
2010 року дебютував у складі юнацької збірної Англії, взяв участь у 17 іграх на юнацькому рівні, відзначившись 8 забитими голами.
З 2013 року залучається до складу молодіжної збірної Англії. На молодіжному рівні зіграв у 13 офіційних матчах, забив 9 голів.
27 березня 2015 року дебютував в офіційних матчах у складі національної збірної Англії. Вийшов на заміну на 71-й хвилині гри відбору до чемпіонату Європи 2016 проти збірної Литви. Через декілька хвилин після виходу на поле встановив остаточний рахунок гри, забивши четвертий гол англійців у зустрічі (фінальний рахунок 4:0).
У фінальній частині чемпіонату Європи 2016 взяв участь у всіх чотирьох матчах своєї команди, проте не зміг жодного разу відзначитися забитим голом, а його команда неочікувано завершила змагання на стадії 1/8 фіналу, поступившись ісландцям.
16 травня 2018 року був включений до заявки національної команди на тогорічний чемпіонат світу в Росії, був обраний капітаном збірної на цьому турнірі. Став кращим бомбардиром турніру, забивши 6 м'ячів.
На ЧЄ-2020 відзначився 4 голами і допоміг збірній Англії дійти до фіналу, де 11 липня на «Уемблі» вона поступилася збірній Італії (1:1, пен: 2:3). Кейн реалізував одне із післяматчевих пенальті у тій грі.
7 червня 2022 року забив свій 50-й гол за збірну у грі проти збірної Німеччини в Лізі націй.
На ЧС-2022 не забив жодного м'яча в трьох матчах групового турніру, проте віддав три гольові передачі. В 1/8 фіналу відзначився влучним ударом у грі проти збірної Сенегалу (3:0). У чвертьфіналі проти збірної Франції у другому таймі при рахунку 0:1 реалізував пенальті і зрізнявся за кількістю голів за збірну Англії із Вейном Руні (53 м'ячі).
23 березня 2023 року у відбірній грі до ЧЄ-2024 проти збірної Італії (1:2) відзначився влучним ударом і офіційно став кращим бомбардиром в історії англійської збірної. Станом на 15 вересня 2023 року провів за національну збірну Англії 86 матчів, в яких забив 59 голів.

## Стиль гри
Стиль гри високого та міцного нападника Кейна порівнюють зі стилем гри колишнього нападника «Тоттенгема» Юргена Клінсманна, це порівняння Кейн назвав приємним у лютому 2015 року. У березні 2015 року голова Футбольної асоціації Грег Дайк назвав Кейна еталоном для клубів, які випускають молодих англійських гравців. Того місяця Ширер сказав, що трьома найкращими нападниками, які грають у лізі, були Кейн, Дієго Коста та Серхіо Агуеро. Хоча його спочатку критикували за його обмежену гру в повітрі на початку його кар'єри, а також через відсутність значного темпу, він став більш продуктивним з грою головою в міру розвитку своєї кар'єри.
Після перемоги «Тоттенгема» над «Челсі» у січні 2015 року блогер Кріс Міллер написав: "Ніхто й не думав, що це той хлопець, котрий збирався показати такий виступ проти «Челсі».
Клайв Аллен, який тренував його в «Тоттенгемі», заявив: «Я сказав би про нього одну річ, яку, на жаль, не можна сказати про багатьох молодих футболістів, це те, що у нього була пристрасть до гри. Він любить футбол, він любить грати, любить забивати голи». Його колишній тренер «Тоттенгема» (до 21 року) Лес Фердинанд порівняв рухи Кейна з їхнім колишнім форвардом Тедді Шерінгемом, а силу та точність його ударів — з Аланом Ширером.
| Дата       | Місто           | Господарі  | Результат               | Гості       | Турнір                                    | Голи | Примітки  |
| ---------- | --------------- | ---------- | ----------------------- | ----------- | ----------------------------------------- | ---- | --------- |
| 27-3-2015  | Лондон          | Англія     | 4 – 0                   | Литва       | Відбір до ЧЄ 2016                         | 1    | 71'       |
| 31-3-2015  | Турин           | Італія     | 1 – 1                   | Англія      | товариський матч                          | -    |           |
| 5-9-2015   | Серравалле      | Сан-Марино | 0 – 6                   | Англія      | Відбір до ЧЄ 2016                         | 1    | 59'       |
| 8-9-2015   | Лондон          | Англія     | 2 – 0                   | Швейцарія   | Відбір до ЧЄ 2016                         | 1    | 57'       |
| 9-10-2015  | Лондон          | Англія     | 2 – 0                   | Естонія     | Відбір до ЧЄ 2016                         | -    |           |
| 12-10-2015 | Вільнюс         | Литва      | 0 – 3                   | Англія      | Відбір до ЧЄ 2016                         | -    | 59'       |
| 13-11-2015 | Аліканте        | Іспанія    | 2 – 0                   | Англія      | товариський матч                          | -    |           |
| 17-11-2015 | Лондон          | Англія     | 2 – 0                   | Франція     | товариський матч                          | -    | 80'       |
| 26-3-2016  | Берлін          | Німеччина  | 2 – 3                   | Англія      | товариський матч                          | 1    |           |
| 29-3-2016  | Лондон          | Англія     | 1 – 2                   | Нідерланди  | товариський матч                          | -    | 70'       |
| 22-5-2016  | Манчестер       | Англія     | 2 – 1                   | Туреччина   | товариський матч                          | 1    |           |
| 2-6-2016   | Лондон          | Англія     | 1 – 0                   | Португалія  | товариський матч                          | -    | 78'       |
| 11-6-2016  | Марсель         | Англія     | 1 – 1                   | Росія       | ЧЄ 2016 - 1-й етап                        | -    |           |
| 16-6-2016  | Ланс            | Англія     | 2 – 1                   | Уельс       | ЧЄ 2016 - 1-й етап                        | -    | 46'       |
| 20-6-2016  | Сент-Етьєн      | Словаччина | 0 – 0                   | Англія      | ЧЄ 2016 - 1-й етап                        | -    | 76'       |
| 27-6-2016  | Ніцца           | Англія     | 1 – 2                   | Ісландія    | ЧЄ 2016 - 1/8 фіналу                      | -    |           |
| 4-9-2016   | Трнава          | Словаччина | 0 – 1                   | Англія      | Відбір до ЧС 2018                         | -    |           |
| 10-6-2017  | Глазго          | Шотландія  | 2 – 2                   | Англія      | Відбір до ЧС 2018                         | 1    | кап.      |
| 13-6-2017  | Сен-Дені        | Франція    | 3 – 2                   | Англія      | товариський матч                          | 2    | кап.      |
| 1-9-2017   | Та-Калі         | Мальта     | 0 – 4                   | Англія      | Відбір до ЧС 2018                         | 2    |           |
| 4-9-2017   | Лондон          | Англія     | 2 – 1                   | Словаччина  | Відбір до ЧС 2018                         | -    |           |
| 5-10-2017  | Лондон          | Англія     | 1 – 0                   | Словенія    | Відбір до ЧС 2018                         | 1    | кап.      |
| 8-10-2017  | Вільнюс         | Литва      | 0 – 1                   | Англія      | Відбір до ЧС 2018                         | 1    | кап.      |
| 2-6-2018   | Лондон          | Англія     | 2 – 1                   | Нігерія     | товариський матч                          | 1    | кап., 73' |
| 18-6-2018  | Волгоград       | Туніс      | 1 – 2                   | Англія      | ЧС 2018 - груповий етап                   | 2    | кап.      |
| 24-6-2018  | Нижній Новгород | Англія     | 6 – 1                   | Панама      | ЧС 2018 - груповий етап                   | 3    | кап. 63'  |
| 3-7-2018   | Москва          | Колумбія   | 1 – 1 д.ч. (3 – 4 п.п.) | Англія      | ЧС 2018 - 1/8 фіналу                      | 1    | кап.      |
| 7-7-2018   | Самара          | Швеція     | 0 – 2                   | Англія      | ЧС 2018 - чвертьфінал                     | -    | кап.      |
| 11-7-2018  | Москва          | Хорватія   | 2 – 1 д.ч.              | Англія      | ЧС 2018 - півфінал                        | -    | кап.      |
| 14-7-2018  | Санкт-Петербург | Бельгія    | 2 – 0                   | Англія      | ЧС 2018 - 3-тє місце                      | -    | кап.      |
| 8-9-2018   | Лондон          | Англія     | 1 – 2                   | Іспанія     | Ліга націй УЄФА 2018—2019 - груповий етап | -    | кап.      |
| 11-9-2018  | Лестер          | Англія     | 1 – 0                   | Швейцарія   | товариський матч                          | -    | 61'       |
| 12-10-2018 | Рієка           | Хорватія   | 0 – 0                   | Англія      | Ліга націй УЄФА 2018—2019 - груповий етап | -    | кап.      |
| 15-10-2018 | Севілья         | Іспанія    | 2 – 3                   | Англія      | Ліга націй УЄФА 2018—2019 - груповий етап | -    | кап.      |
| 18-11-2018 | Лондон          | Англія     | 2 – 1                   | Хорватія    | Ліга націй УЄФА 2018—2019 - груповий етап | 1    | кап.      |
| 22-3-2019  | Лондон          | Англія     | 5 – 0                   | Чехія       | Відбір до ЧЄ 2020                         | 1    | кап.      |
| 25-3-2019  | Подгориця       | Чорногорія | 1 – 5                   | Англія      | Відбір до ЧЄ 2020                         | 1    | кап. 73'  |
| 6-6-2019   | Гімарайнш       | Нідерланди | 3 – 1 д.ч.              | Англія      | Ліга націй УЄФА 2018—2019 - півфінал      | -    | 46' 70'   |
| 9-6-2019   | Гімарайнш       | Англія     | 0 – 0 д.ч. (6 – 5 п.п.) | Швейцарія   | Ліга націй УЄФА 2018—2019 - 3-тє місце    | -    | кап. 75'  |
| 7-9-2019   | Лондон          | Англія     | 4 – 0                   | Болгарія    | Відбір до ЧЄ 2020                         | 3    | кап. 77'  |
| 10-9-2019  | Саутгемптон     | Англія     | 5 – 3                   | Косово      | Відбір до ЧЄ 2020                         | 1    | кап.      |
| 11-10-2019 | Прага           | Чехія      | 2 – 1                   | Англія      | Відбір до ЧЄ 2020                         | 1    | кап.      |
| 14-10-2019 | Софія           | Болгарія   | 0 – 6                   | Англія      | Відбір до ЧЄ 2020                         | 1    | кап.      |
| 14-11-2019 | Лондон          | Англія     | 7 – 0                   | Чорногорія  | Відбір до ЧЄ 2020                         | 3    | кап. 57'  |
| 17-11-2019 | Приштина        | Косово     | 0 – 4                   | Англія      | Відбір до ЧЄ 2020                         | 1    | кап.      |
| 5-9-2020   | Рейк'явік       | Ісландія   | 0 – 1                   | Англія      | Ліга націй УЄФА 2020—2021 - груповий етап | -    | кап. 46'  |
| 8-9-2020   | Копенгаген      | Данія      | 0 – 0                   | Англія      | Ліга націй УЄФА 2020—2021 - груповий етап | -    | кап.      |
| 11-10-2020 | Лондон          | Англія     | 2 – 1                   | Бельгія     | Ліга націй УЄФА 2020—2021 - груповий етап | -    | 65'       |
| 14-10-2020 | Лондон          | Англія     | 0 – 1                   | Данія       | Ліга націй УЄФА 2020—2021 - груповий етап | -    | кап.      |
| 15-11-2020 | Левен           | Бельгія    | 2 – 0                   | Англія      | Ліга націй УЄФА 2020—2021 - груповий етап | -    | кап.      |
| 18-11-2020 | Лондон          | Англія     | 4 – 0                   | Ісландія    | Ліга націй УЄФА 2020—2021 - груповий етап | -    | кап. 76'  |
| 28-3-2021  | Тирана          | Албанія    | 0 – 2                   | Англія      | Відбір до ЧС 2022                         | 1    | кап. 73'  |
| 31-3-2021  | Лондон          | Англія     | 2 – 1                   | Польща      | Відбір до ЧС 2022                         | 1    | кап. 89'  |
| 2-6-2021   | Мідлсбро        | Англія     | 1 – 0                   | Австрія     | товариський матч                          | -    | кап. 62'  |
| 13-6-2021  | Лондон          | Англія     | 1 – 0                   | Хорватія    | ЧЄ 2020 - груповий етап                   | -    | кап. 82'  |
| 18-6-2021  | Лондон          | Англія     | 0 – 0                   | Шотландія   | ЧЄ 2020 - груповий етап                   | -    | кап. 74'  |
| 22-6-2021  | Лондон          | Чехія      | 0 – 1                   | Англія      | ЧЄ 2020 - груповий етап                   | -    | кап.      |
| 29-6-2021  | Лондон          | Англія     | 2 – 0                   | Німеччина   | ЧЄ 2020 - 1/8 фіналу                      | 1    | кап.      |
| 3-7-2021   | Рим             | Україна    | 0 – 4                   | Англія      | ЧЄ 2020 - чвертьфінал                     | 2    | кап. 73'  |
| 7-7-2021   | Лондон          | Англія     | 2 – 1 д.ч.              | Данія       | ЧЄ 2020 - півфінал                        | 1    | кап.      |
| 11-7-2021  | Лондон          | Італія     | 1 – 1 д.ч. (3 – 2 п.п.) | Англія      | ЧЄ 2020 - фінал                           | -    | кап.      |
| 2-9-2021   | Будапешт        | Угорщина   | 0 – 4                   | Англія      | Відбір до ЧС 2022                         | 1    | кап.      |
| 5-9-2021   | Лондон          | Англія     | 4 – 0                   | Андорра     | Відбір до ЧС 2022                         | 1    | 62'       |
| 8-9-2021   | Варшава         | Польща     | 1 – 1                   | Англія      | Відбір до ЧС 2022                         | 1    | кап.      |
| 12-10-2021 | Лондон          | Англія     | 1 – 1                   | Угорщина    | Відбір до ЧС 2022                         | -    | кап. 46'  |
| 12-11-2021 | Лондон          | Англія     | 5 – 0                   | Албанія     | Відбір до ЧС 2022                         | 3    | кап.      |
| 15-11-2021 | Серравалле      | Сан-Марино | 0 – 10                  | Англія      | Відбір до ЧС 2022                         | 4    | кап. 63'  |
| 26-3-2022  | Лондон          | Англія     | 2 – 1                   | Швейцарія   | товариський матч                          | 1    | кап. 88'  |
| 29-3-2022  | Лондон          | Англія     | 3 – 0                   | Кот-д'Івуар | товариський матч                          | -    | 62'       |
| 4-6-2022   | Будапешт        | Угорщина   | 1 – 0                   | Англія      | Ліга націй УЄФА 2022—2023 - груповий етап | -    | кап.      |
| 7-6-2022   | Мюнхен          | Німеччина  | 1 – 1                   | Англія      | Ліга націй УЄФА 2022—2023 - груповий етап | 1    | кап.      |
| 11-6-2022  | Вулвергемптон   | Англія     | 0 – 0                   | Італія      | Ліга націй УЄФА 2022—2023 - груповий етап | -    | 65'       |
| 14-6-2022  | Вулвергемптон   | Англія     | 0 – 4                   | Угорщина    | Ліга націй УЄФА 2022—2023 - груповий етап | -    | кап.      |
| 23-9-2022  | Мілан           | Італія     | 1 – 0                   | Англія      | Ліга націй УЄФА 2022—2023 - груповий етап | -    | кап.      |
| 26-9-2022  | Лондон          | Англія     | 3 – 3                   | Німеччина   | Ліга націй УЄФА 2022—2023 - груповий етап | 1    | кап.      |
| 21-11-2022 | Ер-Раян         | Англія     | 6 – 2                   | Іран        | ЧС 2022 - груповий етап                   | -    | кап. 76'  |
| 25-11-2022 | Ель-Хаур        | Англія     | 0 – 0                   | США         | ЧС 2022 - груповий етап                   | -    | кап.      |
| 29-11-2022 | Ер-Раян         | Уельс      | 0 – 3                   | Англія      | ЧС 2022 - груповий етап                   | -    | кап. 58'  |
| 4-12-2022  | Ель-Хаур        | Англія     | 3 – 0                   | Сенегал     | ЧС 2022 - 1/8 фіналу                      | 1    | кап.      |
| 10-12-2022 | Ель-Хаур        | Англія     | 1 – 2                   | Франція     | ЧС 2022 - чвертьфінал                     | 1    | кап.      |
| Усього     |                 | Матчів     | 80                      |             | Голів (1 місце)                           | 53   |           |

## Досягнення

### Командні
- Віце-чемпіон Європи: 2020

 «Тоттенгем Готспур»
- Фіналіст Ліги чемпіонів (1): 2018—19
- Фіналіст Кубка Футбольної ліги (2): 2020—21, 2014—15

 «Баварія» (Мюнхен)
- Чемпіон Німеччини (1): 2024―25
- Володар Суперкубка Німеччини (1): 2025

### Особисті
- Найкращий бомбардир чемпіонату світу: 2018 (6 голів)
- Найкращий бомбардир Прем'єр-ліги: 2015–2016 (25 голів), 2016–2017 (29 голів), 2020–2021 (23 голи)
- Команда року за версією футболістів ПФА: 2014–15, 2015–16[16]
- Найкращий молодий гравець за версією ПФА: 2014–15